# Brigade de la nature de l'océan Indien
La Brigade de la nature de l'océan Indien, ou BNOI, est une organisation environnementale française de l'île de La Réunion. Créée en 1994, elle est placée sous l'autorité de la Direction de l'environnement, de l'aménagement et du logement de La Réunion et fonctionne avec des agents et moyens financiers de l'Office national de la chasse et de la faune sauvage, de l'Office national des forêts, de l'Office national de l’eau et des milieux aquatiques, et du Parc national de La Réunion.